# Rivière Petchedetz Est
Pour les articles homonymes, voir Petchedetz.
La Rivière Petchedetz Est est un cours d'eau coulant entièrement dans le canton de Matane, dans la municipalité de Saint-Léandre, dans la municipalité régionale de comté (MRC) La Matanie, sur la péninsule gaspésienne, dans la région administrative du Bas-Saint-Laurent, au Québec, au Canada.

## Géographie
La Rivière Petchedetz Est prend sa source au lac Petchedetz (longueur : 2,9 km ; altitude : 232 m) dans le canton de Matane, dans Saint-Léandre, dans les monts Chic-Chocs lesquels font partie des monts Notre-Dame. La décharge du Lac à Potrier (venant du nord) constitue le seul affluent de ce lac de tête.
L'embouchure de ce lac est située à 2,1 km au sud-est du littoral sud-est du golfe du Saint-Laurent, à 7,3 km au nord-est du lac du Portage, à 13,8 km au nord du lac Matapédia, à 7,4 km au sud-est du centre du village de Saint-Léandre et à 18,9 km au nord-est du centre du village de Sayabec. L'embouchure du lac est située du côté ouest.
À partir du lac Petchedetz, la rivière Petchedetz Est coule sur 8,3 km répartis selon les segments suivants :
- 1,2 km d'abord vers l'ouest, puis vers le sud, en traversant sur 1,1 km le lac Malfait (longueur : 1,6 km ; altitude : 229 m), jusqu'à son embouchure située dans une baie au sud du lac ;
- 0,4 km vers le sud, en traversant le lac aux Canards (longueur : 0,9 km ; altitude : 229 m), jusqu'à son embouchure située au sud du lac ;
- 2,1 km vers le sud-ouest, jusqu'à la confluence d'un ruisseau (venant de l'est) ;
- 0,4 km vers l'ouest, jusqu'à la décharge du lac aux Huards (venant du sud) ;
- 2,9 km vers l'ouest, jusqu'à la confluence de la rivière Petchedetz Sud (venant du sud) ;
- 1,3 km vers l'ouest, jusqu'à sa confluence[2].

La rivière Petchedetz Est se déverse sur la rive est de la rivière Petchedetz laquelle coule vers le nord-est jusqu'à la rive ouest de la rivière Matane, dans le canton de Matane. La confluence de rivière Petchedetz Est est située à 1,6 km en aval de l'embouchure du lac Rond lequel constitue le plan d'eau de tête de la rivière Petchedetz.

## Toponymie
L'origine toponymique du terme « Petchedetz » reste inconnue. Dans son rapport d'arpentage de 1862, J. A. Bradley utilise la graphie toponymique de Petcheditz et Pechedety pour désigner la rivière Petchedetz. Le rapport de 1881 de l'arpenteur C.-S. Lepage intitulé La Description des cantons arpentés... (1889) fait référence à la graphie actuelle « Petchedetz ». En parallèle, l'édition anglaise de ce rapport d'arpentage utilise plutôt l'ancienne variante Petcheditz.
En 1904, la graphie Petchedec est utilisée pour l'appellation du lac ainsi et de la rivière, dans le "Dictionnaire des rivières et lacs de la province de Québec" d'Eugène Rouillard.
Le toponyme « rivière Petchedetz Est »  a été officialisé le 5 décembre 1968 à la création de la Commission de toponymie du Québec